# Tegenaria elysii
Tegenaria elysii là một loài nhện trong họ Agelenidae.
Loài này thuộc chi Tegenaria. Tegenaria elysii được Paolo Marcello Brignoli miêu tả năm 1978.